# Bluejacking
Bluejacking est un néologisme anglais (de « Bluetooth » et « to jack », prendre en otage) désignant l'envoi de messages non sollicités sur un appareil utilisant une communication de type Bluetooth, tel que les PDA, téléphones mobiles ou ordinateurs portables.

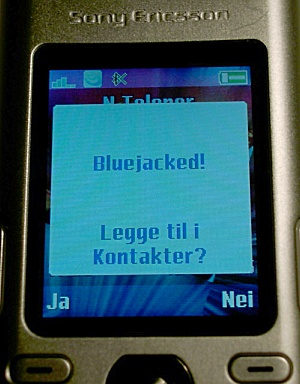
Un Sony Ericsson K600i (de 2005) bluejacké par un autre téléphone. Le texte signifie Ajouter à vos contacts ? en norvégien.

Le terme « jacking » est toutefois assez fort pour décrire la réalité du Bluejacking. Celle-ci s'apparente à une blague faite à une autre personne, plutôt qu'à une réelle prise de contrôle de l'appareil visé.
Le Bluejacking a été utilisé [Quand ?] dans des campagnes de marketing afin de promouvoir certains produits[Lesquels ?].
Avec la disponibilité grandissante d'appareils fonctionnant avec le Bluetooth, la technologie devient de plus en plus vulnérable aux virus et attaques diverses (par un cheval de Troie par exemple).